# Слободзия-Воронково
Слободзия-Воронково, Слобозия-Вэрэнкэу (рум. Slobozia-Vărăncău) — село в Сорокском районе Молдавии. Наряду с сёлами Воронково и Слободзия-Кремень входит в состав коммуны Воронково.

## География
Село расположено на высоте 47 метров над уровнем моря.

## Население
По данным переписи населения 2004 года, в селе Слобозия-Вэрэнкэу проживает 775 человек (360 мужчин, 415 женщин).
Этнический состав села:
| Национальность | Число жителей | Процентный состав |
| -------------- | ------------- | ----------------- |
| молдаване      | 769           | 99,23             |
| украинцы       | 1             | 0,13              |
| гагаузы        | 1             | 0,13              |
| прочие         | 4             | 0,52              |
| Всего          | 775           | 100%              |